# اسپینسا دل کامینو
اسپینسا دل کامینو (به اسپانیایی: Espinosa del Camino) یک شهرستان در اسپانیا است.